# Tour Trianon
Pour les articles homonymes, voir Trianon (homonymie).
La Tour Trianon est un gratte-ciel de la ville de Francfort, en Allemagne.
Vue du dessus, elle a approximativement la forme d'un triangle équilatéral.
La tour est haute de 186 m et comporte 47 étages.

## Utilisation
Le bâtiment appartient à la Morgan Stanley Eurozone Office Fund (MSEOF). Le locataire principal est la DekaBank. On trouve également quelques autres utilisateurs.
En 1999 a eu lieu dans la tour l'exposition 50 Jahre Deutschland, organisée par la Deutsche Bank et Bild-Zeitung.